# Petronela od Coutraija
Petronela od Coutraija (Petronille) (? — nakon 1214.) bila je srednjovjekovna gospa, kći lorda Rogerija I. od Coutraija i njegove prve supruge Sare.
Petronela se udala za lorda Zegera II. On je bio vitez templar. Imali su djecu, a ovo je njihov popis:
- Zeger III.[3]
- Daniel[4]
- Arnold
- Gilles
- Dirk
- Bernard
- Walter[5]
- Beatrica

Petronela je bila regentica svom najstarijem sinu te je donirala zemljište jednoj opatiji.